# Droga do Wellville
Droga do Wellville – amerykański film z 1994 roku w reżyserii Alana Parkera na podstawie powieści T. Coraghessana Boyle.
Komedia o "farmie zdrowia", prowadzonej przez ekscentrycznego lekarza, dr Johna Harveya Kellogga. Akcja rozgrywa się w początkach XX wieku w miejscowości Battle Creek.

## Obsada
- Anthony Hopkins - Dr John Harvey Kellogg
- Bridget Fonda - Eleanor Lightbody
- Matthew Broderick - William Lightbody
- John Cusack - Charles Ossining
- Dana Carvey - George Kellogg
- Michael Lerner - Goodloe Bender
- Colm Meaney - Dr Lionel Badger
- John Neville - Endymion Hart-Jones
- Lara Flynn Boyle - Ida Muntz
- Traci Lind - Irene Graves
- Camryn Manheim - Virginia Cranehill
- Roy Brocksmith - Poultney Dab
- Norbert Weisser - Dr Spitzvogel
- Monica Parker - Pani Tindermarsh